# Pedreira (Felgueiras)
Pedreira é uma povoação portuguesa do Município de Felgueiras que foi sede da extinta Freguesia de Pedreira, freguesia que tinha 3,57 km² de área e 1 564 habitantes (2011), e, por isso, uma densidade populacional de 438,1 hab./km². 
Estava incluída parcialmente na área da vila da Longra até ser extinta em 2013, no âmbito de uma reforma administrativa nacional, para, em conjunto com as Freguesias de Rande e Sernande, formar uma nova freguesia denominada União das Freguesias de Pedreira, Rande e Sernande da qual é a sede.
Antigamente conhecida por Santa Marinha de Pedreira, em 1839 fazia parte do extinto concelho de Unhão.

## População
| População da freguesia de Pedreira | População da freguesia de Pedreira | População da freguesia de Pedreira | População da freguesia de Pedreira | População da freguesia de Pedreira | População da freguesia de Pedreira | População da freguesia de Pedreira | População da freguesia de Pedreira | População da freguesia de Pedreira | População da freguesia de Pedreira | População da freguesia de Pedreira | População da freguesia de Pedreira | População da freguesia de Pedreira | População da freguesia de Pedreira | População da freguesia de Pedreira |
| ---------------------------------- | ---------------------------------- | ---------------------------------- | ---------------------------------- | ---------------------------------- | ---------------------------------- | ---------------------------------- | ---------------------------------- | ---------------------------------- | ---------------------------------- | ---------------------------------- | ---------------------------------- | ---------------------------------- | ---------------------------------- | ---------------------------------- |
| 1864                               | 1878                               | 1890                               | 1900                               | 1911                               | 1920                               | 1930                               | 1940                               | 1950                               | 1960                               | 1970                               | 1981                               | 1991                               | 2001                               | 2011                               |
| 686                                | 689                                | 723                                | 687                                | 730                                | 693                                | 740                                | 829                                | 998                                | 1 109                              | 1 254                              | 1 555                              | 1 473                              | 1 725                              | 1 564                              |

| Distribuição da População por Grupos Etários | Distribuição da População por Grupos Etários | Distribuição da População por Grupos Etários | Distribuição da População por Grupos Etários | Distribuição da População por Grupos Etários | Distribuição da População por Grupos Etários | Distribuição da População por Grupos Etários | Distribuição da População por Grupos Etários | Distribuição da População por Grupos Etários | Distribuição da População por Grupos Etários |
| -------------------------------------------- | -------------------------------------------- | -------------------------------------------- | -------------------------------------------- | -------------------------------------------- | -------------------------------------------- | -------------------------------------------- | -------------------------------------------- | -------------------------------------------- | -------------------------------------------- |
| Ano                                          | 0-14 Anos                                    | 15-24 Anos                                   | 25-64 Anos                                   | > 65 Anos                                    |                                              | 0-14 Anos                                    | 15-24 Anos                                   | 25-64 Anos                                   | > 65 Anos                                    |
| 2001                                         | 385                                          | 302                                          | 868                                          | 170                                          |                                              | 22,3%                                        | 17,5%                                        | 50,3%                                        | 9,9%                                         |
| 2011                                         | 259                                          | 248                                          | 872                                          | 185                                          |                                              | 16,6%                                        | 15,9%                                        | 55,8%                                        | 11,8%                                        |